# Odprto prvenstvo Avstralije 1991
Odprto prvenstvo Avstralije 1991 je teniški turnir, ki je potekal med 14. in 27. januarjem 1991 v Melbournu.

## Moški posamično
Boris Becker :  Ivan Lendl 1–6, 6–4, 6–4, 6–4

## Ženske posamično
Monica Seleš :  Jana Novotná 5–7, 6–3, 6–1

## Moške dvojice
Scott Davis /  David Pate :  Patrick McEnroe /  David Wheaton 6–7(4–7), 7–6(10–8), 6–3, 7–5

## Ženske dvojice
Patty Fendick /  Mary Joe Fernandez :  Gigi Fernández /  Jana Novotná 7–6(7–4), 6–1

## Mešane dvojice
Jo Durie /  Jeremy Bates :  Robin White /  Scott Davis 2–6, 6–4, 6–4